# Hassan Sunny
Hassan bin Abdullah Sunny (ur. 2 kwietnia 1984 w Singapurze) – singapurski piłkarz grający na pozycji bramkarza. Od 2018 jest zawodnikiem klubu Army United FC.

## Kariera klubowa
Swoją karierę piłkarską Sunny rozpoczął w National Football Academy. W 2003 roku został zawodnikiem klubu Geylang International. W tamtym roku zadebiutował w jego barwach w S-League i w debiutanckim sezonie wywalczył wicemistrzostwo Singapuru. W 2004 roku odszedł do Young Lions, w którym grał przez dwa lata. W 2006 roku wrócił do Geylang International. Spędził w nim dwa sezony.
W 2008 roku Sunny przeszedł do zespołu Tampines Rovers. W sezonach 2009 oraz 2010 wywalczył z nim dwa wicemistrzostwa Singapuru. Z kolei w sezonie 2011 został mistrzem tego kraju.
W 2012 roku Sunny został zawodnikiem klubu Warriors FC. 10 lutego 2012 zadebiutował w nim w przegranym 3:2 wyjazdowym meczu z zespołem Albirex Niigata Singapore. W sezonie 2012 zdobył Puchar Singapuru, a w sezonie 2014 wywalczył tytuł mistrzowski.
Na początku 2015 roku Sunny odszedł do tajskiego klubu Army United FC. W Thai Premier League swój debiut zaliczył 14 lutego 2015 w zwycięskim 1:0 domowym meczu z Navy FC. W 2017 grał w Home United FC, a w 2018 wrócił do Army United.
| Sezon | Klub                  | Kraj      | Rozgrywki      | Mecze | Gole |
| ----- | --------------------- | --------- | -------------- | ----- | ---- |
| 2003  | Geylang International | Singapur  | S-League       | 31    | 0    |
| 2004  | Young Lions           | Singapur  | S-League       | 16    | 0    |
| 2005  | Young Lions           | Singapur  | S-League       | 20    | 0    |
| 2006  | Geylang International | Singapur  | S-League       | 30    | 0    |
| 2007  | Geylang International | Singapur  | S-League       | 22    | 0    |
| 2008  | Tampines Rovers       | Singapur  | S-League       | 18    | 0    |
| 2009  | Tampines Rovers       | Singapur  | S-League       | 31    | 0    |
| 2010  | Tampines Rovers       | Singapur  | S-League       | 30    | 0    |
| 2011  | Tampines Rovers       | Singapur  | S-League       | 13    | 0    |
| 2012  | Warriors FC           | Singapur  | S-League       | 4     | 0    |
| 2013  | Warriors FC           | Singapur  | S-League       | 24    | 0    |
| 2014  | Warriors FC           | Singapur  | S-League       | 25    | 0    |
| 2015  | Army United FC        | Tajlandia | Premier League | 26    | 0    |
| 2016  | Army United FC        | Tajlandia | Premier League | 28    | 0    |
| 2017  | Home United FC        | Singapur  | S-League       | 19    | 0    |
| 2018  | Army United FC        | Tajlandia | Premier League |       |      |

## Kariera reprezentacyjna
W reprezentacji Singapuru Sunny zadebiutował 18 lutego 2004 roku w przegranym 0:1 meczu eliminacji do Mistrzostw Świata 2006 z Indiami, rozegranym w Margao. W 2004 roku był w kadrze Singapuru na Puchar Tygrysa 2004, który Singapur wygrał. Z kolei w 2007 roku wygrał z Singapurem ASEAN Football Championship 2007. W 2008 roku wystąpił w AFF Suzuki Cup 2008, w 2010 roku - w AFF Suzuki Cup 2010, a w 2014 roku - w AFF Suzuki Cup 2014.